# Haya-Jita (J.20) jezici
Haya-Jita (J.20) jezici podskupina od (9) nigersko-kongoanskih jezika koji se govore u centralnom bantu području u zoni J, u Tanzaniji, i jedan predstavnik u Ugandi. Predstavnici su: 
- haya ili ekihaya [hay], 1.300.000 (2006);
- jita ili echijita [jit], 205.000 (SIL 2005);
- kara ili regi [reg], 86.000 (1987);
- kerewe ili ekikerebe [ked], 100.000 (1987);
- kwaya ili Kikwaya [kya], 115.000 (SIL 2005), ima dva dijalekta; nyambo ili ekinyambo [now], 400.000 (2003);
- subi [xsj], broj govornika nije poznat;
- talinga-bwisi [tlj], ukupno 99.400, većina u Ugandi ostali u DR Kongo;
- zinza ili dzinda [zin], 138.000 (1987).

## Vanjske poveznice
- Ethnologue (14th)
- Ethnologue (15th)